# 垡头清真寺
垡头清真寺，位于北京市通州区张家湾镇垡头村，是一座伊斯兰教清真寺。

## 简介
垡头村位于张家湾镇南部。垡头清真寺始建于明朝，清朝重修。
该寺建筑为东向一进院落，主要建筑有：
- 山门：面阔一间，砖砌仿木结构，调大脊。
- 影壁：一座，卷棚顶。文革期间拆除。
- 礼拜殿：面阔三间，进深四间，勾连搭三卷，大式作法。文革期间曾改作库房。
- 望月楼：面阔一间，四角攒尖顶，绿琉璃宝瓶。
- 南讲堂：面阔三间，小式作法。文革期间拆除。
- 北讲堂：面阔三间，小式作法。
- 水房：面阔三间，小式作法。文革期间拆除。
- 古槐：一株，位于院中。[1]